# 鈴木芳夫
鈴木 芳夫（すずき よしお、1945年11月1日 - ）は、日本の検察官、弁護士。仙台高等検察庁検事長や、広島高等検察庁検事長、中央大学大学院法務研究科教授、外国人技能実習機構理事長等を歴任した。瑞宝重光章受章。

## 人物・経歴
東京都出身。1968年中央大学法学部卒業。1970年検察官任官。法務省訟務局付として原発訴訟を担当し、1983年からは最高裁判所司法研修所教官を務めた。1987年法務省訟務局租税訟務課長。1997年東京高等検察庁刑事部長。1999年大津地方検察庁検事正。2001年福岡地方検察庁検事正。2003年最高検察庁総務部長。同年横浜地方検察庁検事正。2004年高松高等検察庁検事長。2005年仙台高等検察庁検事長。2006年広島高等検察庁検事長。2008年退官、第一東京弁護士会弁護士登録、一番町法律事務所入所、中央大学大学院法務研究科教授。2010年三井化学取締役。2015年秋の叙勲で瑞宝重光章受章。2017年外国人技能実習機構理事長。2021年退任。